# Eospalax rothschildi
Eospalax rothschildi är en däggdjursart som beskrevs av Thomas 1911. Eospalax rothschildi ingår i släktet Eospalax och familjen mullvadsråttor. Inga underarter finns listade i Catalogue of Life.
Artepitet i det vetenskapliga namnet hedrar den engelska entomologen Charles Rothschild.
Arten blir 14,9 till 17,2 cm lång (huvud och bål), har en 2,9 till 3,7 cm lång svans och väger 164 till 440 g. Bakfötterna är 2,3 till 3,1 cm långa. Den gråbruna pälsen på ovansidan har en röd skugga på grund av röda hårspetsar. Hos några exemplar förekommer en vit fläck (bläs) på hjässan. På undersidan är pälsen ljus gråbrun och svansen är uppdelad i en gulgrå ovansida samt en vitaktig undersida. Djuret har smalare klor en andra släktmedlemmar.
Denna mullvadsråtta förekommer i centrala Kina i provinserna Hubei, Shaanxi, Gansu, Sichuan och Henan. Den lever i bergstrakter och på högplatå mellan 1000 och 3000 meter över havet. Habitatet utgörs av gräsmarker, buskskogar, skogar och troligen jordbruksmark.
Arten äter gräs, rötter och ibland grönsaker. Honor har en kull per år med upp till fem ungar. Eospalax rothschildi gräver komplexa tunnelsystem.